# Pro-Test
„Pro-Test” – jedyny miesięcznik konsumencki ukazujący się aktualnie w Polsce.
Pierwszym polskim czasopismem konsumenckim był wydawany w latach 1983–1990 „VETO Tygodnik Każdego Konsumenta”. Pierwszy redaktor naczelny: Andrzej Nałęcz-Jawecki. „VETO” było znane z ostrych batalii podejmowanych w celu ochrony interesów konsumentów. Drugim czasopismem był miesięcznik „Konsument” wydawany przy współpracy Federacji Konsumentów. Od 2001 ukazywał się „Świat Konsumenta”, obecnie jako „Pro-Test”. Jego grupą docelową są konsumenci z wykształceniem średnim i wyższym, mieszkańcy dużych i średnich miast o dochodach średnich i średnich plus oraz kadra kierownicza firm.
Pismo zamieszcza testy porównawcze żywności, kosmetyków, sprzętu AGD/RTV i innych produktów. Badania wykonywane są przez laboratoria Unii Europejskiej.
„Pro-Test” współpracuje z:
- Fundacją Warentest[1] – wydawcą niemieckiego „Testu”, największego czasopisma konsumenckiego w Europie publikującym porównawcze testy produktów i usług,
- Federacją Konsumentów[2] – umieszcza w czasopiśmie porady konsumenckie i wyniki testów konsumenckich,
- Urzędem Ochrony Konkurencji i Konsumentów[3].

Miesięcznik mając do dyspozycji badania laboratoryjne produktów oraz wyniki światowych testów, informuje konsumentów, które produkty stwarzają bezpośrednie zagrożenie dla zdrowia, a które spełniają światowe normy jakości.